# Alison Goldfrapp
Alison Elizabeth Margaret Goldfrapp, född 13 maj 1966 (olika uppgifter förekommer) är en engelsk sångare och låtskrivare som spelar synthesizer och sjunger i duon Goldfrapp. Under större delen av sin uppväxt bodde hon i Hampshire.
19 år gammal flyttade Alison till Belgien för att jobba som sångare för en kompositör. När hon kom tillbaka studerade hon vid Middlesex Universitys konstskola. Det var i Middlesex som hon blev upptäckt av Orbital under en numera legendarisk konsert där hon mjölkade en ko och joddlade.
Efter att ha avlagt examen från universitetet åkte hon på en internationell turné med den brittiske rapparen Tricky och var med på hans album Maxinquaye. Hennes stora genombrott kom dock först när hon startade en musikduo med filmkompositören Will Gregory under namnet Goldfrapp.
Alison hade även en roll i Your Night Tonight (1988).

## Ålder
Alison är känd för att inte vilja avslöja sin riktiga ålder och i spekulationer varierar hennes födelseår mellan 1960 och 1971. Hennes födelsedag sägs vara 13 maj. I en intervju med Q Magazine 2006 sade hon sig vara 37 år gammal. I en intervju på TRL UK 2005 sade hon sig vara född i hästens år, vilket torde betyda 1966 eller 1978.